# NGC 4481
NGC 4481 (również PGC 41222) – galaktyka spiralna (S), znajdująca się w gwiazdozbiorze Smoka. Odkrył ją Heinrich Louis d’Arrest 7 października 1866 roku.